# Park Narodowy Bia

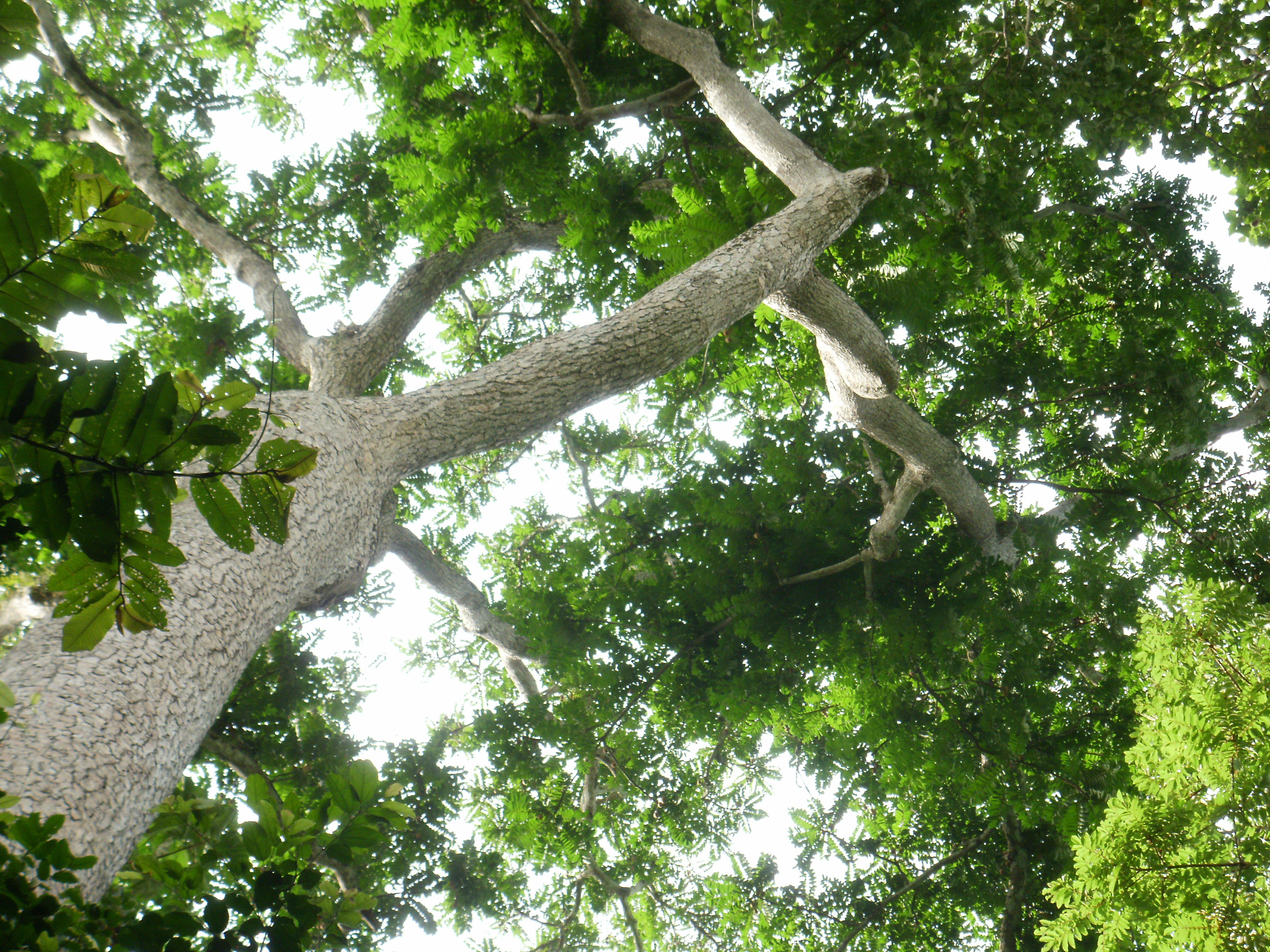
Korona drzewa w Parku Narodowym Bia

Park Narodowy Bia – park narodowy w Regionie Zachodnim w Ghanie o powierzchni 308 km², założony w 1974 roku. Ochroną objęto tu pierwotny wilgotny las równikowy. Oprócz licznych gatunków ptaków w parku występują populacje słoni, antylop i małp, a także rzadka różnorodność gatunków roślin. 
W 1983 roku park wpisano na listę rezerwatów biosfery UNESCO.